# Kurhanne (obwód charkowski)
Kurhanne (ukr. Курганне) – osiedle na Ukrainie, w obwodzie charkowskim, w rejonie kupiańskim, w hromadzie Wilchuwatka. W 2001 liczyło 162 mieszkańców.